# 蒙贝尔切利
蒙贝尔切利（義大利語：Mombercelli），是意大利阿斯蒂省的一个市镇。总面积14.2平方公里，人口2401人，人口密度169.1人/平方公里（2009年）。ISTAT代码为005066。

## 友好城市
- 法國安德尔河畔维勒迪约